# Mimatimura subferruginea
Mimatimura subferruginea là một loài bọ cánh cứng trong họ Cerambycidae.